# Praia (Cabo Verde)
A cidade da Praia é a capital de Cabo Verde, país-arquipélago no Oceano Atlântico, a oeste do Senegal. Está localizada a sul da ilha de Santiago. É também sede do município do mesmo nome. A Praia é a maior cidade de Cabo Verde. Tem um porto comercial, por onde é exportado café, cana de açúcar e frutas tropicais. Possui igualmente uma importante indústria pesqueira.
Como cidade capital, abriga na zona chamada Plateau, promontório à beira-mar, edifícios públicos e outras construções de importância, como o Palácio Presidencial, construído no fim do século XIX para ser a residência do governador português. Contam-se ainda a antiga Câmara Municipal, prédio com fachada clássica e uma torre central quadrada, a Igreja Nossa Senhora da Graça, também no estilo classicista, o Museu Etnográfico e o Monumento de Diogo Gomes, navegador português e descobridor da Ilha de Santiago em 1460.

## Zonas
A cidade da Praia está subdividida por zonas:
- Achada Grande Frente – este
- Achada Grande Tras - este
  - Adega - nordoeste
  - Monte Baixo - nordoeste
  - Ponta das Bicudas
- Achada Mato
- Achada Santo António - centro-sul
- Achada São Filipe – norte
- Achadinha
- Água Funda
- Bela Vista - oeste
  - Bela Vista Alta - oeste
- Caiada - oeste
- Calabaceira - norte
- Castelão - norte
- Coqueiro- norte
- Cidadela – sudoeste
  - Cova Figueira - uma enseada a sul da Cidadela
- Covão Mende
- Fazenda - norte da planalto
- Gamboa - envolvendo a praia com o mesmo nome, famosa pelo festival anual de música
- Latada
- Lém Cachorro
- Lém Ferreira
- Eugénio Lima - oeste
- Montagarro - norte
- Paiol
- Palmarejo - sudoeste
- Palmarejo Grande-Monte Vermelho - oeste
- Parque Eólico - norte
- Pensamento - noroeste
- Plateau ou Platô – o centro histórico da cidade, com edifícios neoclássicos, a Câmara Municipal, o Palácio Presidencial e o Supremo Tribunal de Justiça
- Porto Praia
- Prainha – sul
- Ponta d'Agua – norte
- Quebra Canela – sul - uma enseada com restaurantes e centro comercial Praia Shopping
- Safende - norte
- Ilhéu de Santa Maria - um ilhéu desabitado
- Terra Branca
- Tira Chapéu
- Várzea – a sudoeste do planalto

## História

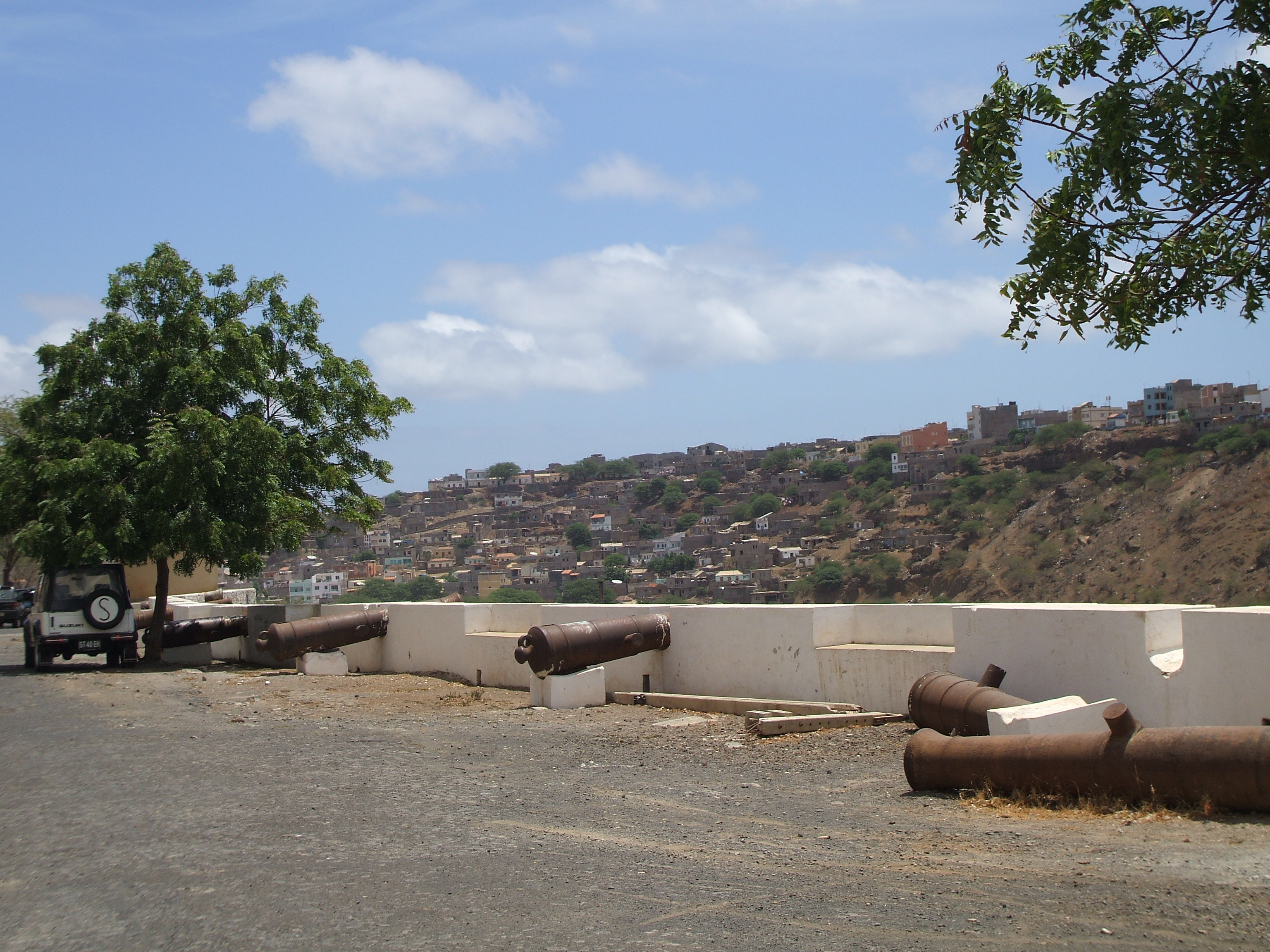
Achada Grande vista do Plateau.

A vila da Praia de Santa Maria surgiu em 1615, quando se deu o início do povoamento de um planalto situado perto de uma praia (praia de Santa Maria) que oferecia boas condições para navios. Inicialmente utilizada como porto clandestino (para que não se pagassem as taxas aduaneiras na então capital, Ribeira Grande) a localidade foi progressivamente adquirindo características de uma vila com a gradual fuga das populações da Ribeira Grande, aquando do declínio desta última. A passagem oficial da capital de Ribeira Grande para Praia de Santa Maria deu-se em 1770.
Ao longo da História de Cabo Verde houve sucessivas propostas de transferências da capital de Praia para outros sítios, sendo a última a proposta da mudança para Mindelo durante o séc. XIX. As sucessivas administrações portuguesas nunca mostraram interesse (económico ou político?) em mudar a capital de Cabo Verde. Através de um decreto de 1858, com a elevação do estatuto de vila para cidade, Praia ficou definitivamente a capital de Cabo Verde, concentrando as funções de centro político, religioso e económico.

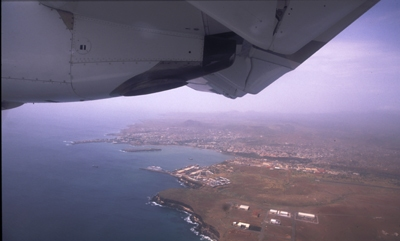
Vista aérea da Praia.

Durante a administração portuguesa, só o planalto central (chamado Plateau) é que era considerado como parte integrante da cidade, digno de ser urbanizado e concentrando os serviços. Foi só depois da independência que se aceitou a realidade que a cidade da Praia já englobava também todas as zonas circundantes. Depois da independência a cidade sofreu um boom demográfico, e em trinta anos quadruplicou a sua população, recebendo movimentos migratórios de todas as ilhas, e contribuindo para que a ilha de Santiago passasse a ter metade da população de Cabo Verde, para que o Município da Praia passasse a ter um quarto, e para que a cidade da Praia passasse a ter um quinto.

Terminal Rodoviário de Sucupira

## Geografia

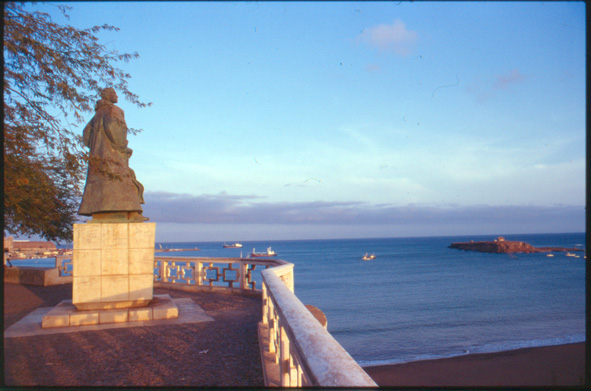
Ilhéu de S.^{ta} Maria visto do miradouro Diogo Gomes.

Geograficamente, Praia pode ser descrita como um conjunto de planaltos e os respectivos vales circundantes. Esses planaltos têm geralmente a designação de achadas (Achada de Santo António, Achada de São Filipe, Achada Eugénio Lima, Achada Grande, etc.), mas o planalto que constitui o centro da cidade é designado coloquialmente de Plateau. A ocupação urbana é feita sobretudo sobre esses planaltos e ao longo dos vales (ribeiras). Há que contar ainda com o ilhéu de Santa Maria, à frente da praia com o mesmo nome, hoje em dia mais conhecida por Gamboa.
Durante muito tempo, só o Plateau é que era considerado como sendo a cidade, sendo as outras zonas relegadas à condição de subúrbios periféricos, apesar de sempre ter havido uma relação estreita entre o Plateau e as outras zonas (movimentos humanos, trocas de bens e serviços, etc.). É por esse motivo que praticamente só o Plateau é que usufruiu de uma urbanização adequada com infra-estruturas próprias. As restantes zonas desenvolveram-se organicamente, de um modo um pouco caótico.

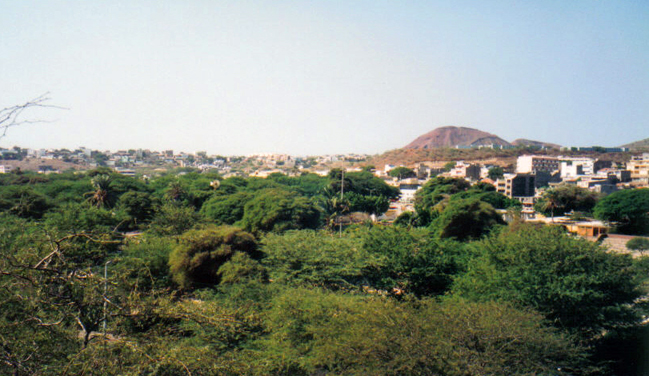
Cidade da Praia.

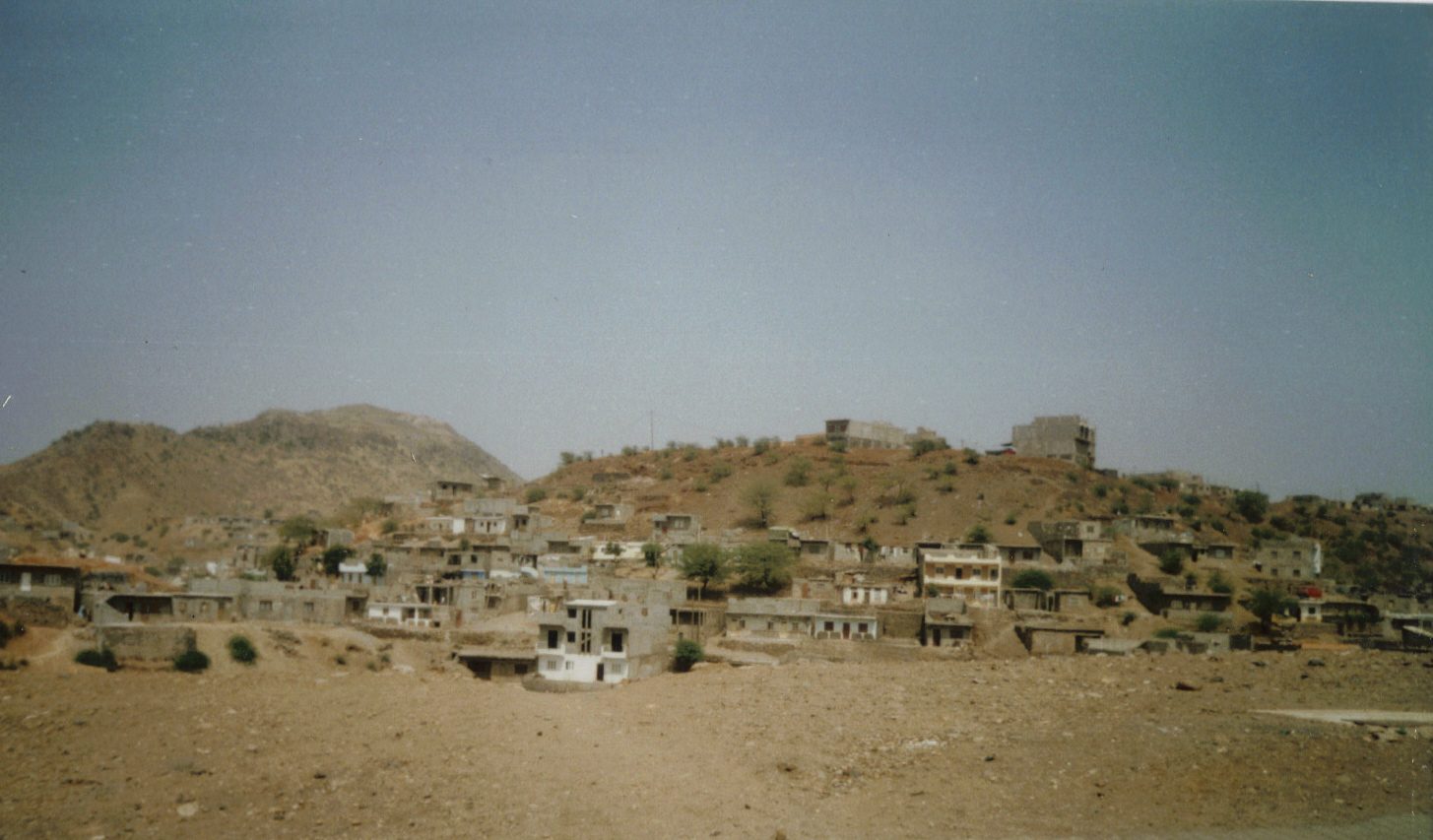
Bairro no norte da cidade.

Depois da independência é que se passou a considerar a cidade da Praia como sendo o Plateau e todas as zonas circundantes. Procurou-se uma descentralizar e munir toda a cidade de infra-estruturas adequadas. Embora os planos directores de urbanização sejam relativamente recentes, eles já se encontram em curso, e prevêem a expansão da cidade, a norte, na Achada de São Filipe, e a oeste, em Palmarejo. Mesmo assim, o Plateau continua a ser um pólo de atracção dos movimentos diários no seio da cidade, não por ser a zona maior (cabendo isso à Achada Grande) nem por ser o mais populoso (cabendo isso à Achada de Santo António), mas por ser considerado pelos habitantes como o centro comercial e laboral da cidade. Apesar das tentativas de descentralização, a população continua a considerar as zonas periféricas ao Plateau como zonas-dormitório ou zonas industriais.

### Clima
A cidade da Praia possui um clima desértico (BWh, na classificação climática de Köppen-Geiger) com uma curta temporada de chuvas e uma temporada seca que vai de Dezembro a Julho e é caracterizada por ventos constantes (harmatão) vindos do Deserto do Saara.
Apesar do clima desértico, a cidade não sofre grande variações de térmicas, suas temperaturas são moderadas pelo oceano ao redor e pela corrente das Canárias, sendo que a temperatura máxima raramente ultrapassa os 32 ºC e a mínima quase nunca abaixa a menos de 18 ºC. As chuvas irregulares costumam ocorrer no final do verão e início do outono, sendo que a média anual fica um pouco acima de 200mm.
| Dados climatológicos para Praia                      | Dados climatológicos para Praia | Dados climatológicos para Praia | Dados climatológicos para Praia | Dados climatológicos para Praia | Dados climatológicos para Praia | Dados climatológicos para Praia | Dados climatológicos para Praia | Dados climatológicos para Praia | Dados climatológicos para Praia | Dados climatológicos para Praia | Dados climatológicos para Praia | Dados climatológicos para Praia | Dados climatológicos para Praia |
| Mês                                                  | Jan                             | Fev                             | Mar                             | Abr                             | Mai                             | Jun                             | Jul                             | Ago                             | Set                             | Out                             | Nov                             | Dez                             | Ano                             |
| ---------------------------------------------------- | ------------------------------- | ------------------------------- | ------------------------------- | ------------------------------- | ------------------------------- | ------------------------------- | ------------------------------- | ------------------------------- | ------------------------------- | ------------------------------- | ------------------------------- | ------------------------------- | ------------------------------- |
| Temperatura máxima recorde (°C)                      | 32,2                            | 32,2                            | 32,8                            | 33,9                            | 37,2                            | 35                              | 32,8                            | 32,8                            | 36,1                            | 35                              | 32,2                            | 30,6                            | 37,2                            |
| Temperatura máxima média (°C)                        | 25                              | 25                              | 25,6                            | 26,1                            | 27,2                            | 27,8                            | 28,3                            | 28,9                            | 28,9                            | 29,4                            | 27,8                            | 26,1                            | 27,2                            |
| Temperatura média (°C)                               | 22,5                            | 22,2                            | 22,8                            | 23,3                            | 24,2                            | 24,5                            | 26,1                            | 26,7                            | 27                              | 26,9                            | 25,6                            | 23,9                            | 24,6                            |
| Temperatura mínima média (°C)                        | 20                              | 19,4                            | 20                              | 20,6                            | 21,1                            | 21,1                            | 23,9                            | 24,4                            | 25                              | 24,4                            | 23,3                            | 21,7                            | 22,1                            |
| Temperatura mínima recorde (°C)                      | 17,2                            | 13,3                            | 16,7                            | 17,2                            | 16,1                            | 18,9                            | 18,9                            | 20                              | 21,1                            | 20                              | 20                              | 17,8                            | 13,3                            |
| Precipitação (mm)                                    | 2,5                             | 1,3                             | 1                               | 2,3                             | 0                               | 1                               | 13,2                            | 99,3                            | 29                              | 47,5                            | 7,9                             | 4,6                             | 209,6                           |
| Dias com precipitação                                | 1                               | 0                               | 0                               | 0                               | 0                               | 0                               | 1                               | 8                               | 7                               | 3                               | 1                               | 1                               | 22                              |
| Insolação (h)                                        | 217                             | 226                             | 279                             | 300                             | 310                             | 275                             | 219                             | 188                             | 219                             | 248                             | 244                             | 215                             | 2 920                           |
| Fonte: Sistema de Clasificación Bioclimática Mundial |                                 |                                 |                                 |                                 |                                 |                                 |                                 |                                 |                                 |                                 |                                 |                                 |                                 |
| Fonte 2: BBC Weather                                 |                                 |                                 |                                 |                                 |                                 |                                 |                                 |                                 |                                 |                                 |                                 |                                 |                                 |

## Demografia
De acordo com dados de 2010, a população da cidade da Praia era de 131 602 habitantes.
| População da cidade da Praia (1990–2010) | População da cidade da Praia (1990–2010) | População da cidade da Praia (1990–2010) | População da cidade da Praia (1990–2010) | População da cidade da Praia (1990–2010) |
| ---------------------------------------- | ---------------------------------------- | ---------------------------------------- | ---------------------------------------- | ---------------------------------------- |
| 1990                                     | 2000                                     | 2005                                     | 2008                                     | 2010                                     |
| 061 644                                  | 094 161                                  | 111 500                                  | 124 661                                  | 131 602                                  |

## Economia

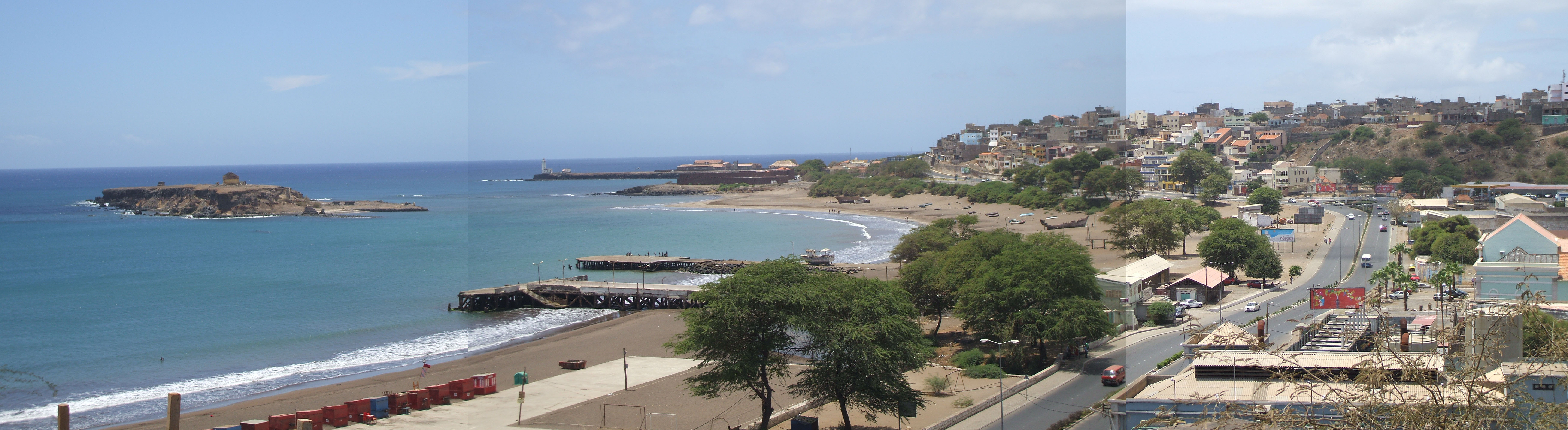
Gamboa vista do Plateau.

Ao nível económico, a Praia vive do sector secundário mas, sobretudo, do sector terciário.
Existem algumas indústrias, localizadas na costa (indústria pesqueira) ou zonas periféricas (indústrias transformadoras de produtos agrícolas, indústrias de material de construção civil, etc.)
Mas as principais actividades económicas da Praia pertencem ao sector terciário. Para além de actividades ligadas à administração e governação (autárquica e nacional), existe extenso comércio, serviços (saúde, educação, turismo, restauração e hotelaria, função pública, etc.) e outras actividades de carácter liberal.
A nível de transportes, Praia possui uma rede de transportes públicos urbanos, um porto e um aeroporto. O porto da Praia é a principal porta de saída de produtos de toda a ilha, e a principal porta de entrada de produtos de grande porte. O novo Aeroporto Internacional da Praia, que veio substituir o antigo aeroporto Francisco Mendes, assegura ligações domésticas e internacionais.

## Cultura
Em termos culturais, a cidade da Praia contrasta nitidamente com o resto da ilha de Santiago. Enquanto que o resto da ilha, por ter sido a primeira a ser habitada, mantém características conservadoras e tradicionalistas, a Praia, por ser cidade-capital, possui características mais cosmopolitas. Na cultura, Praia absorve facilmente influências das outras ilhas, devido à migração interna inter-ilhas, mas também influências do estrangeiro devido à concentração de população de origem estrangeira e devido a facilidades de comunicação com o exterior. Para se encontrar elementos culturais «autênticos» de Santiago, é mais fácil quanto mais se afasta da Praia.
Exactamente por ser cidade-capital, por ter facilidades de comunicação com o exterior e maior concentração e diversidade de pessoas, Praia é um dos sítios mais privilegiados de Cabo Verde para solicitações de carácter cultural. Ocorrem ocasionalmente actividades culturais como lançamentos de obras, exposições, espectáculos, tendo para isso infra-estruturas de apoio à cultura, como por exemplo, várias salas de espectáculos, o chamado Palácio da Cultura, o Museu Etnográfico e o Arquivo Histórico Nacional. Praia conta também com diversas infra-estruturas para diversão nocturna.

## Educação

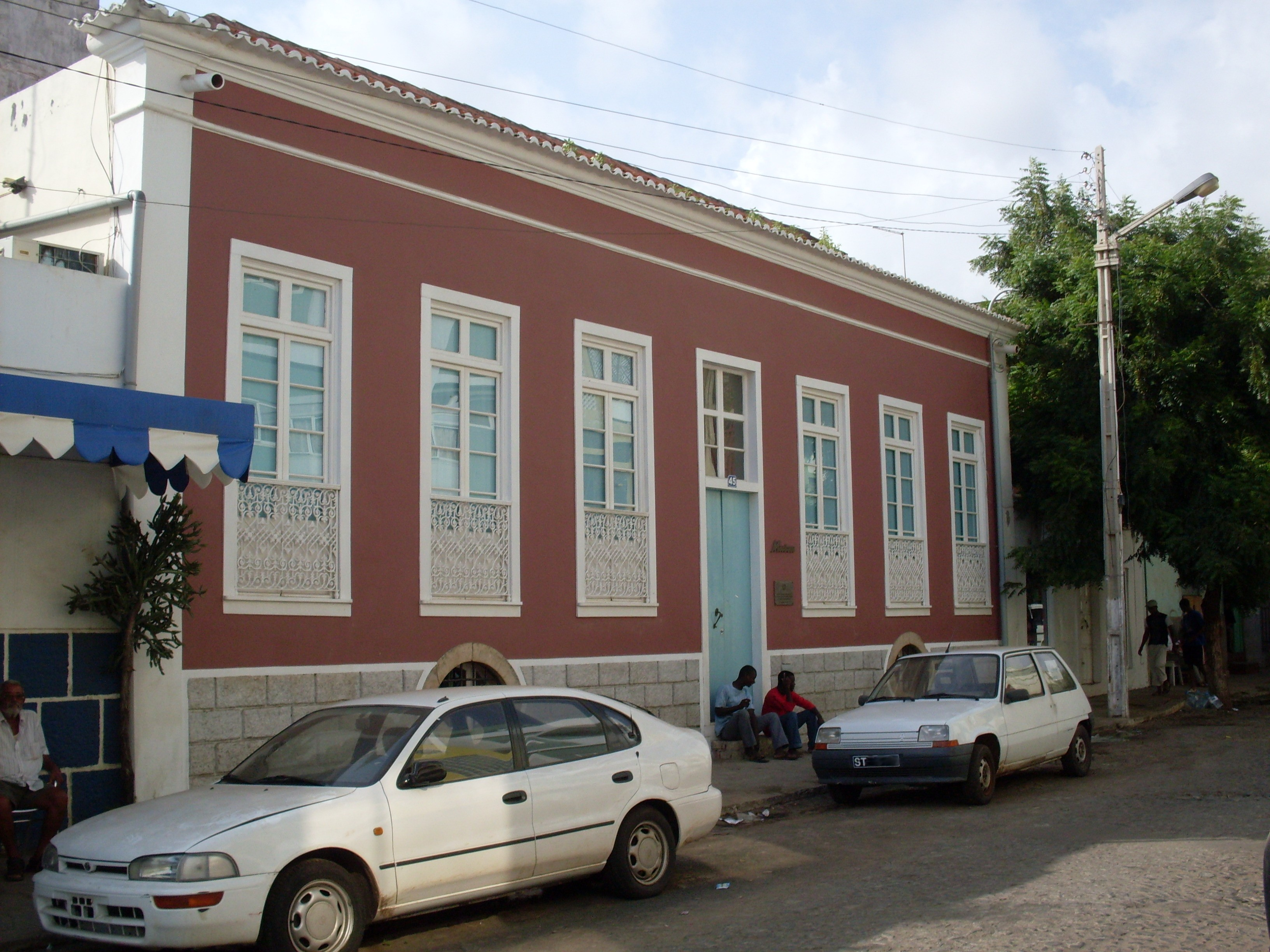
Museu Etnográfico.

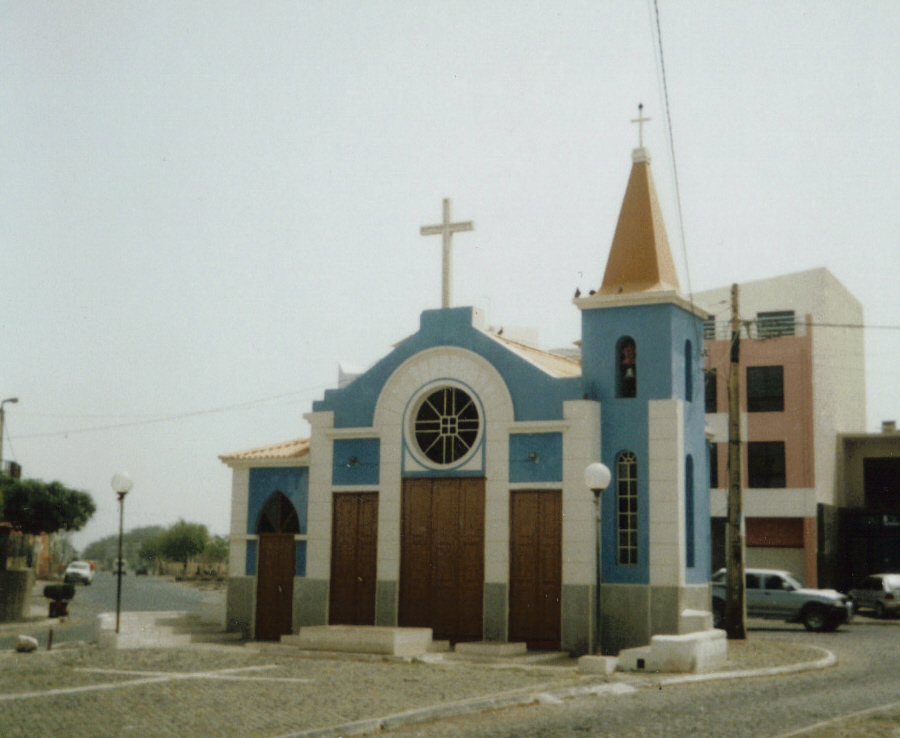
Capela de S. António na zona de Achada Santo António.

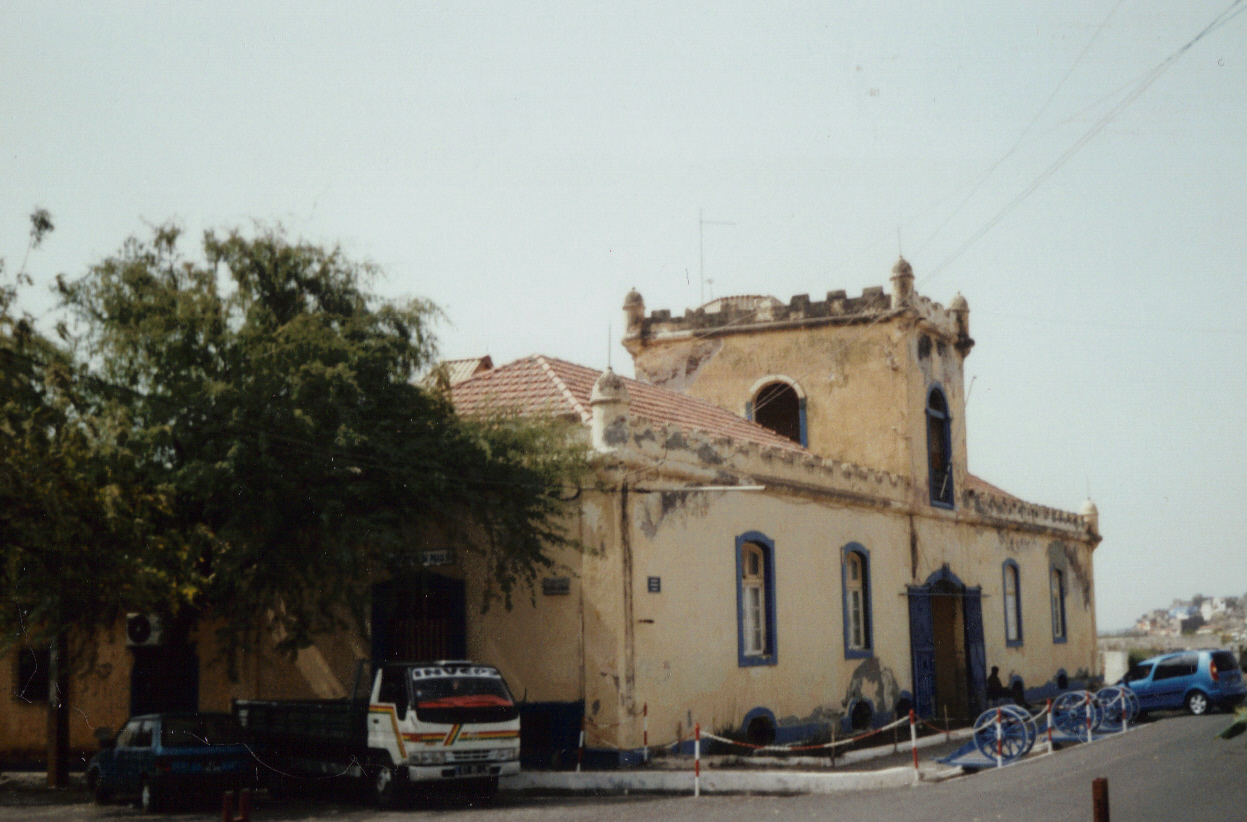
Quartel Jaime Mota (1826).

A cidade da Praia albergou a primeira escola primária do arquipélago, chamada então Escola Central (actualmente conhecida por Escola Grande). Durante muito tempo foi a única escola primária a existir na cidade da Praia. Só a partir da década de 1960 é que começaram a ser erigidas outras instalações para ensino primário, noutras zonas à volta do Plateau e noutras localidades da ilha. Em 2006, Praia contava com mais de 30 escolas de Ensino Básico.
Praia também foi o primeiro sítio em Cabo Verde onde se instituiu o ensino secundário, com a criação do Liceu Nacional em 1861. No entanto, as autoridades portuguesas não estavam interessadas em implementar o ensino secundário em Cabo Verde, e o liceu acabou por fechar devido a dificuldades, passando o ensino secundário ser, posteriormente, tarefa do Seminário de Ribeira Brava, e mais tarde do liceu em Mindelo. Só em 1960 é que Praia voltaria a ter ensino secundário, primeiro instalado num edifício à frente da Praça 12 de Setembro, e depois em edifício próprio. Com a massificação do ensino em Cabo Verde na década de 1990, vários edifícios dedicados ao ensino foram construídos em Cabo Verde, e Praia contava em 2006 com 9 liceus.
No ensino superior, destacam-se a Universidade de Cabo Verde e a Universidade Jean Piaget de Cabo Verde.

## Locais de interesse
- Vistas panorâmicas:
  - Cruz do Papa (vista sobre a praia de Quebra Canela)
  - Miradouro Diogo Gomes (vista sobre o Ilhéu de Santa Maria
- Edifícios e monumentos:
  - A antiga Câmara Municipal
  - Igreja de Nossa Senhora da Graça
  - Monumento de Diogo Gomes
  - Palácio Presidencial
  - Palácio da Assembleia
  - Capela de S. António na zona Achada Santo António
  - Quartel Jaime Mota (1826)
  - Museu Etnográfico, fundado em 1997
  - Liceu Domingos Ramos
  - Hospital Agostinho Neto
  - Auditório Nacional
  - Arquivo Histórico Nacional, na zona de Gamboa
  - Biblioteca Nacional, na zona da Várzea
  - Estádio da Várzea
  - Farol de D. Maria Pia, na zona da Prainha-Temerosa
  - Correios de Cabo Verde
  - Hotel Boutique
- Ruas
  - Avenida Jorge Barbosa - na zona da Prainha
  - Avenida Amílcar Cabral
  - Avenida de China
  - Avenida Cidade de Lisboa
  - Avenida Combatentes da Liberdade da Patria
  - Avenida Andrade Corvo
  - Avenida de Cuba
  - Avenida Charles Darwin (Rua do Porto)
  - Avenida Aristides Pereira
  - Rampa São Januário
  - Rua 5 de Julho
  - Rua do Aeroporto
  - Rua Patrice Lumumba
  - Rua Serpa Pinto
  - Rua Visconde de São Januário
  - Circular da Praia
  - Rodovia Praia-Assomada